# Reproduction du cheval

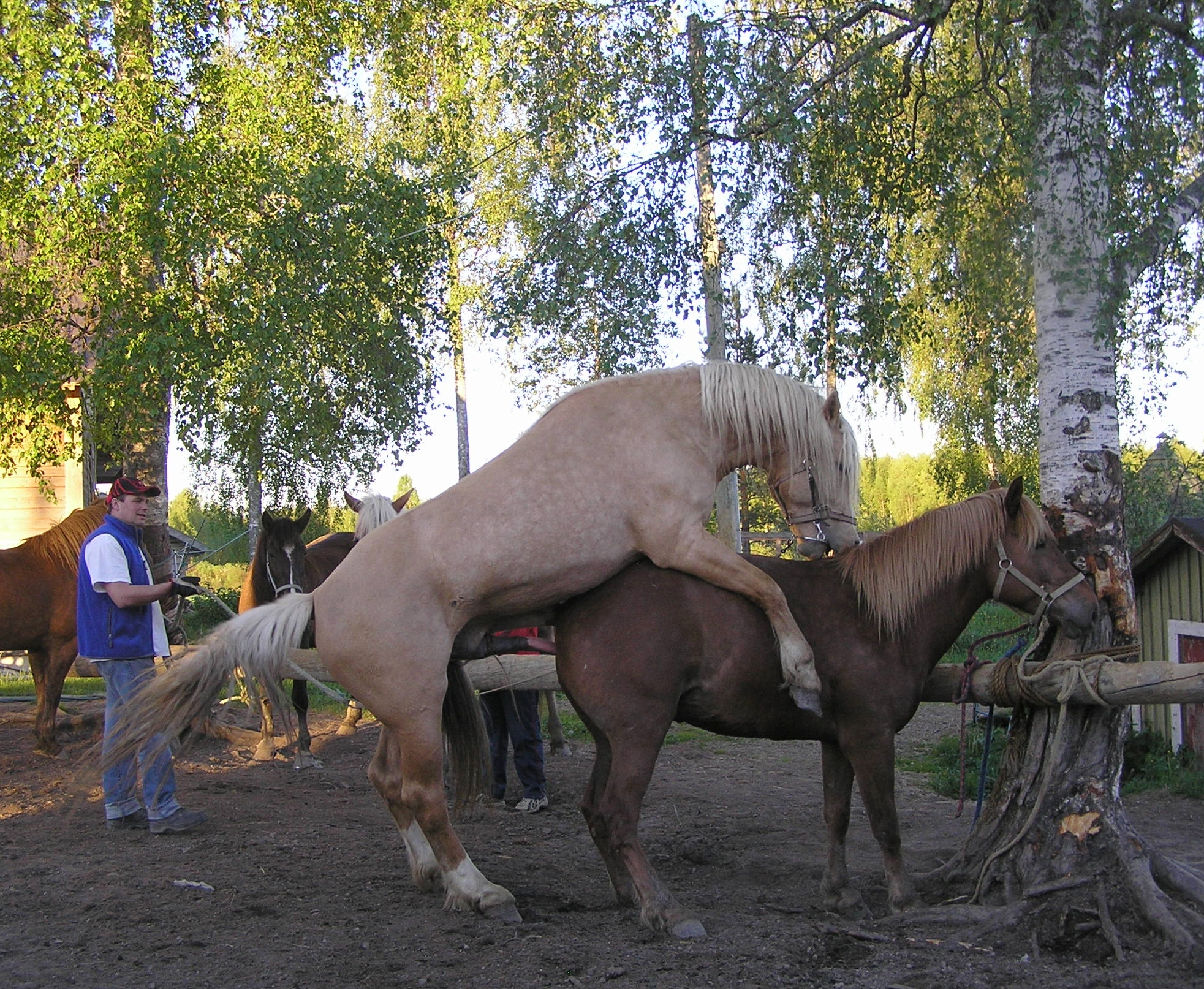
Étalon domestique couvrant une jument.

La reproduction du cheval est l'ensemble des cycles permettant à un entier ou à un étalon de se reproduire avec une jument, pour faire naître un poulain.

## Terminologie
Le mâle cheval reproducteur approuvé à se reproduire est appelé un étalon, celui qui n'est pas approuvé un entier. La femelle jument reproductrice est nommée une poulinière. Tous les deux sont génétiquement importants, car chaque parent fournit la moitié de son patrimoine génétique à sa progéniture, appelée un poulain, ou une pouliche pour la femelle. Le poulain reste dans le ventre de sa mère durant 10 à 12 mois.

## Cycle sexuel de la femelle
Chez les chevaux domestiques, la détection des chaleurs se fait le plus souvent par le passage de la barre, en utilisant un étalon souffleur ou boute-en-train. La jument est immobilisée dans la barre de soufflage.

L'homme qui tient la jument passe la longe dans un anneau et se place de manière à éviter les coups d'antérieurs. L'étalonnier amène l'étalon perpendiculaire à la barre, à hauteur de la tête ou du garrot, en se plaçant entre l'étalon et l'arrière, et à observer les réactions de la jument. Les deux chevaux prennent contact en se flairant, puis l'étalon va mordiller le garrot ou l'encolure de la jument, avant d'aller renifler l'arrière main.

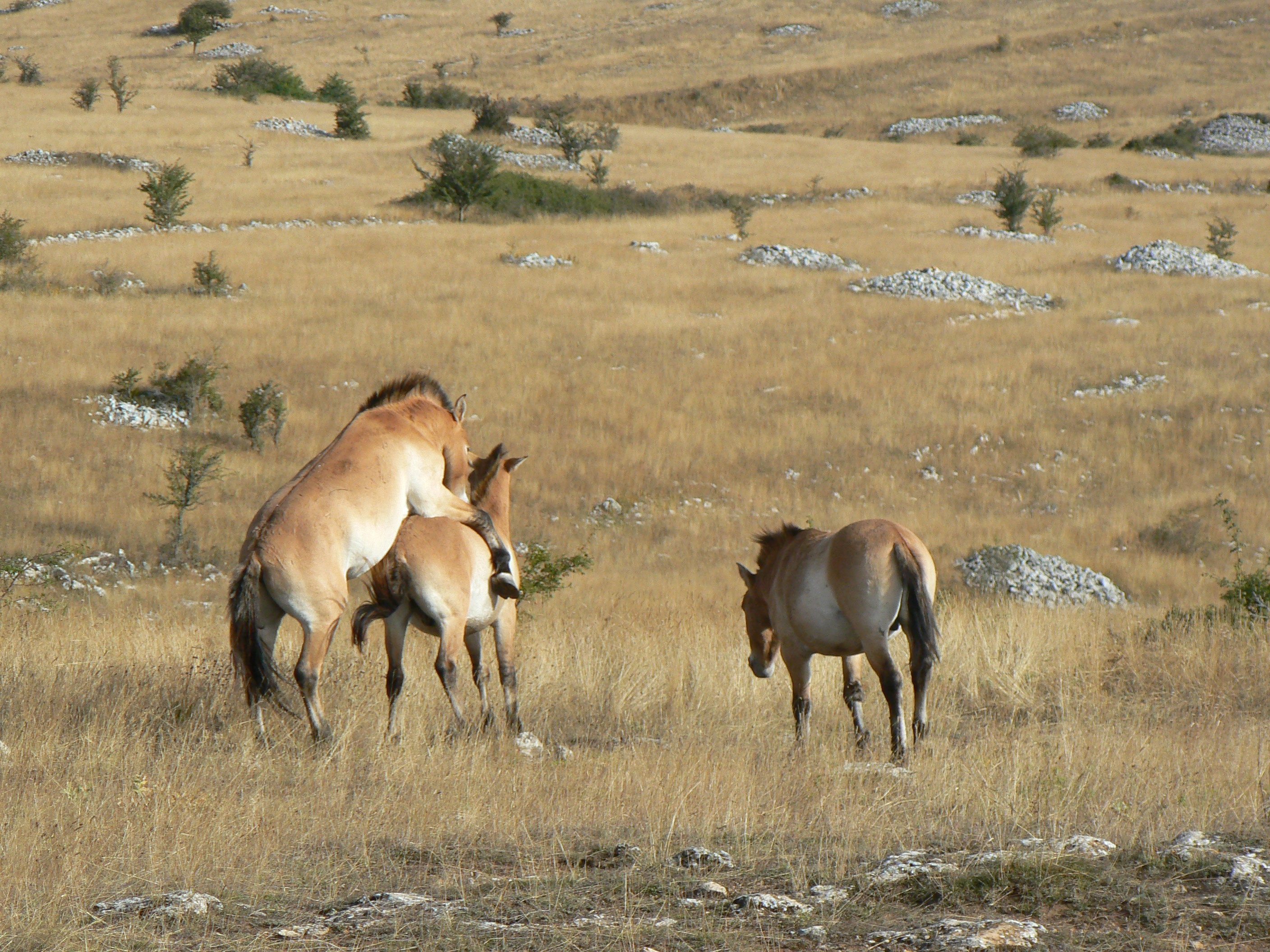
Reproduction chez les chevaux sauvages.

Il faut prendre son temps si l'on veut avoir le maximum de chance de détecter toutes les juments, car certaines peuvent être longues à se déclarer. Se méfier également des juments suitées, chez laquelle la présence du poulain peut être inhibitrice. Mais il existe d'autres méthodes.

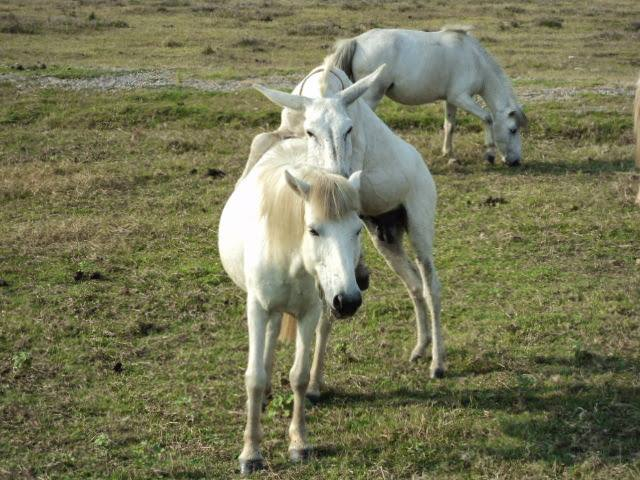
Accouplement chevalin au Népal.

La détection des chaleurs peut commencer dès le mois de février si la jument a subi une photo-stimulation. La détection des chaleurs doit être régulières et de préférence avoir lieu tous les 2 ou 3 jours (Un écart de 5 jours semble un maximum). Après la fin des chaleurs, il est conseillé de repasser la jument à la barre au bout de 10 jours pour ne pas être surpris par des juments dont le cycle est raccourci.
L'échographie permet de suivre la croissance des follicules sur les ovaires, et de prédire en partie la croissance des follicules. Les plus gros follicules ont en général 20 mm de diamètre au début des chaleurs et n'évoluent généralement pas avant d'avoir atteint un diamètre de 35 a 40 mm. 
Il faut se rappeler toutefois que : 
- en début de saison les follicules grossissent généralement beaucoup plus ;
- des vagues de croissance folliculaire suivies d'ovulation peuvent avoir lieu en dehors des chaleurs : il est donc déconseillé d'inséminer à ce moment.

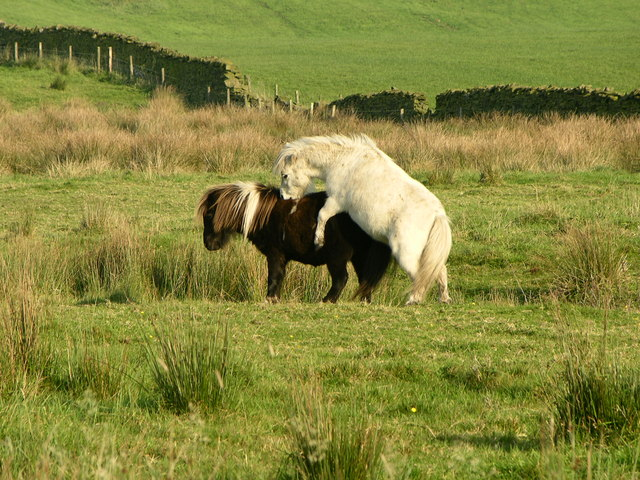
Des poneys des Shetland.

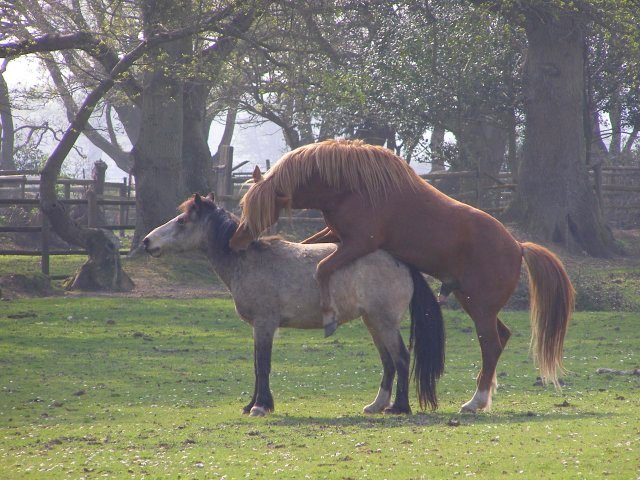
Un accouplement.

Le suivi ovarien est l'occasion d'effectuer un examen de l'ensemble de l'appareil génital, et notamment de l'utérus, afin de noter la présence éventuelle de kystes utérins, de liquide inflammatoire, etc. L'échographie peut permettre de détecter des chaleurs. Pendant les chaleurs, l'utérus présente une image particulière dite en « quartier d'orange ».

## Cycle sexuel du mâle
En liberté, le mâle manifeste son activité sexuelle dès l'âge d'un an à dix-huit mois.
Son cycle sexuel, comme celui de la jument, est régulé par des hormones. La seule possibilité de contrôle de la reproduction réside dans le type de monte (en liberté, en main, en insémination artificielle, etc.).
Il faut veiller à lui apporter une alimentation équilibrée en particulier durant la période de monte (15 février-15 juillet). Il faut enfin qu'il soit en bonne santé. La qualité de sa semence dépend du pourcentage de spermatozoïdes vivants, normaux, mobiles et fléchants.

## Techniques utilisées

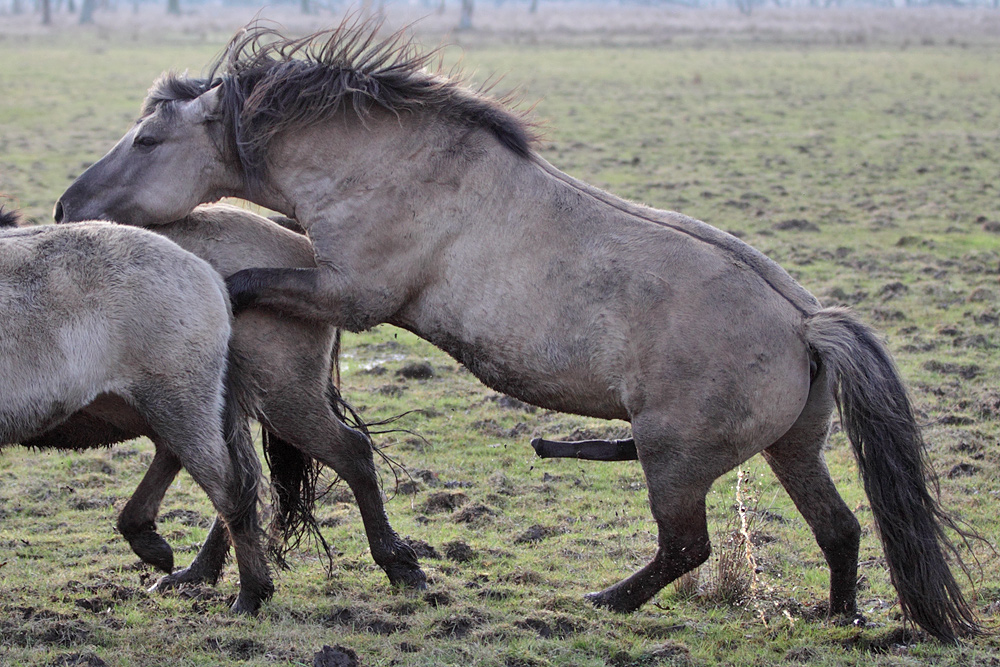
Les étalons peuvent être incontrôlables durant l'accouplement.

### Monte en liberté
La monte en liberté est soit le nom utilisé pour désigner les chevaux qui se reproduisent à l'état semi-sauvage avec un contrôle minimal de l'homme, soit l'introduction d'un étalon reproducteur dans un vaste enclos où se trouvent une ou plusieurs juments en chaleur. Dans tous les cas, la reproduction n'a lieu qu'avec une surveillance humaine minimale.

### Monte en main
La monte en main consiste à attacher la jument (généralement entravée) et à lui présenter l'étalon tenu en main. Elle nécessite davantage de connaissances que la monte en liberté ; il est notamment nécessaire de savoir repérer si la jument est en chaleur. L'étalonnier guide le pénis de l'étalon vers le vagin de la jument.

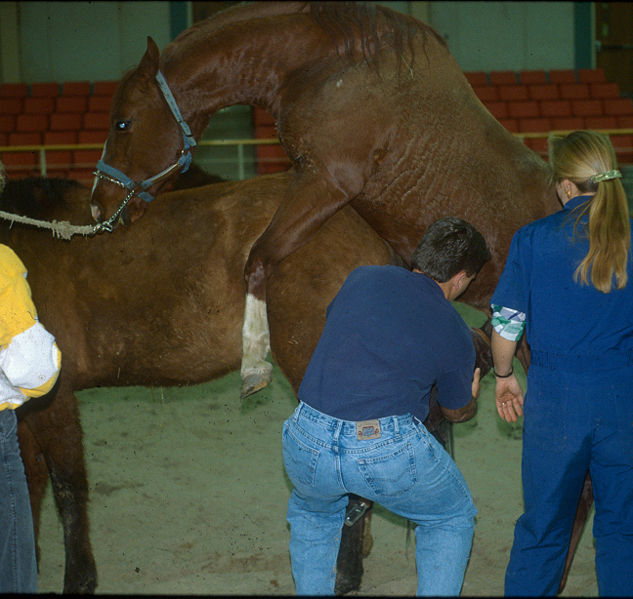
Une récupération de semence pour l'insémination artificielle.

### Insémination artificielle
En captivité, la fécondation de la jument se fait de plus en plus souvent par insémination artificielle en sperme congelé. Cette technique permet aux éleveurs de disposer facilement d'un large choix de géniteurs mâles pour leurs poulinières. Pour des raisons économiques, certains éleveurs recherchent une naissance précoce, au début de l'année, et parviennent à déclencher des chaleurs en jouant par exemple sur l'intensité de l'éclairage.
Pour certaines races de chevaux aux registres généalogiques fermés, l'insémination artificielle est interdite. C'est le cas notamment pour les Pur-sangs et les Autres que Pur-sangs. 

### Clonage
Le clonage du cheval est l'obtention d'un cheval porteur d'un capital génétique identique à celui d'un autre cheval, par une technique de fécondation artificielle. La technique est surtout employée sur des animaux performants mais castrés ou infertiles, dans un but de clonage reproductif. Ces chevaux servent alors d'animaux reproducteurs. Le clonage du cheval n'est maîtrisé que par quelques laboratoires dans le monde, notamment en France, en Argentine, en Amérique du Nord et en Chine. La technique a ses limites du fait qu'il reste quelques différences entre l'original et son clone, en raison de l'influence de l'ADN mitochondrial.